# Bactrurus mucronatus
Bactrurus mucronatus is een vlokreeftensoort uit de familie van de Crangonyctidae. De wetenschappelijke naam van de soort is voor het eerst geldig gepubliceerd in 1876 door Forbes.